# فرزالی
فرزالی (به لاتین: Fərzalı) یک منطقه مسکونی در جمهوری آذربایجان است که در شهرستان گدابیگ واقع شده است. فرزالی ۵۵۹ نفر جمعیت دارد.